# Escut i bandera de Beneixida
L'escut i la bandera de Beneixida són els símbols representatius de Beneixida, municipi del País Valencià, a la comarca de la Ribera Alta.

## Escut heràldic
L'escut oficial de Beneixida té el següent blasonament:
| « | Escut quadrilong de punta redona, partit. Al primer quarter, en camp d'atzur, unes ones d'argent. Al segon quarter, en camp de gules, un mont floronat d'or. Per timbre, una corona reial oberta. | » |

## Bandera
La bandera oficial de Beneixida té la següent descripció:
| « | Bandera de proporcions 2:3. De roig un montfloré groc, sobre tres ordres d'ones de blau i blanc o gris perla. | » |

## Història
L'escut s'aprovà per Resolució del 18 de gener de 2000, del conseller de Justícia i Administracions Públiques. Publicat en el DOGV núm. 3.680, del 3 de febrer de 2000.
La bandera s'aprovà per Resolució de 30 de juny de 2016, de la Presidència de la Generalitat, publicada en el DOGV núm. 7.827, de 13 de juny de 2016.
Les ones representen el riu Xúquer, a la riba dreta del qual s'aixeca la població. Al costat, les armes parlants dels Despuig, senyors del poble al segle xv, en temps de la conquesta.